# Parafia św. Jana Chrzciciela w Studzienicach
Parafia św. Jana Chrzciciela w Studzienicach należy do archidiecezji katowickiej i dekanatu Miedźna. Została utworzona 29 stycznia 1978 roku.